# Dentista

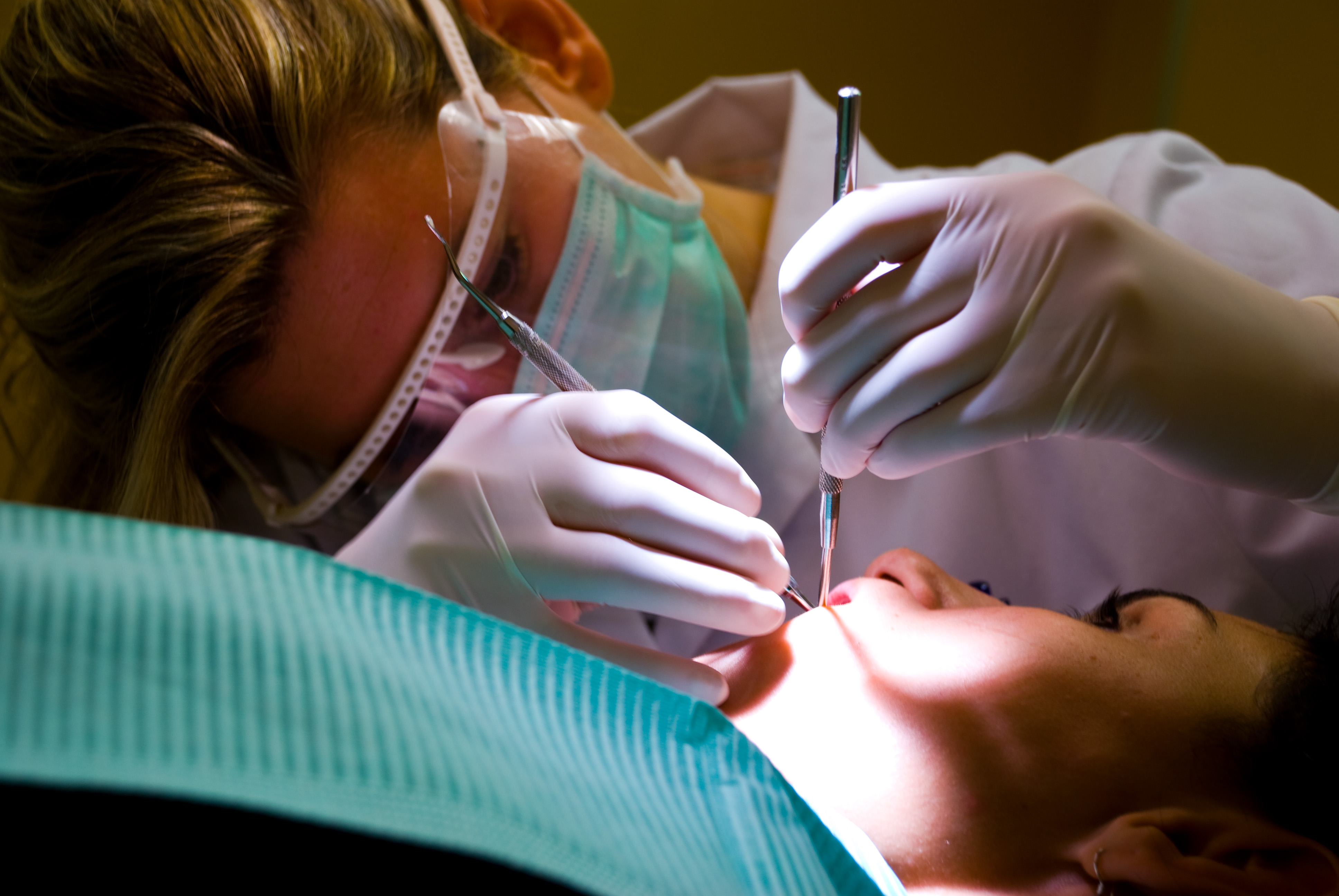
Un'odontoiatra all'opera

L'odontoiatra (sinonimo di dentista nel solo linguaggio comune) è il medico specializzato nelle attività cliniche inerenti alla diagnosi ed alla terapia delle malattie ed anomalie congenite ed acquisite dei denti, della bocca, delle mascelle e dei relativi tessuti, nonché alla prevenzione ed alla riabilitazione orali. La professione sanitaria di odontoiatra può essere esercitata solamente da coloro che sono in possesso del diploma di laurea in odontoiatria e protesi dentaria e della relativa abilitazione all'esercizio professionale, nonché da coloro che sono iscritti presso specifico Albo Professionale di un determinato Ordine dei Medici Chirurghi e degli Odontoiatri.

## Caratteristiche
La figura professionale sanitaria di odontoiatra si occupa della prevenzione, della diagnosi e della terapia, sia medica che chirurgica, di malattie e anomalie del cavo orale, ovvero dei relativi organi e tessuti. L'odontoiatra, quindi, può essere definito un professionista clinico in odontostomatologia, poiché è oggetto della sua professione lo studio e la terapia non solo delle malattie dentali in senso stretto, ma anche di quelle paradentali, orali e mascellari. L'odontoiatra può conseguire, dopo la laurea, un percorso formativo specialistico (master universitario, specializzazione o perfezionamento).Oggetto della professione è anche la riabilitazione protesica delle arcate dentarie. Coadiuvano l'odontoiatra, ma mai sostituendolo nelle sue specifiche funzioni, gli igienisti dentali e gli odontotecnici.

## Storia

### Età antica

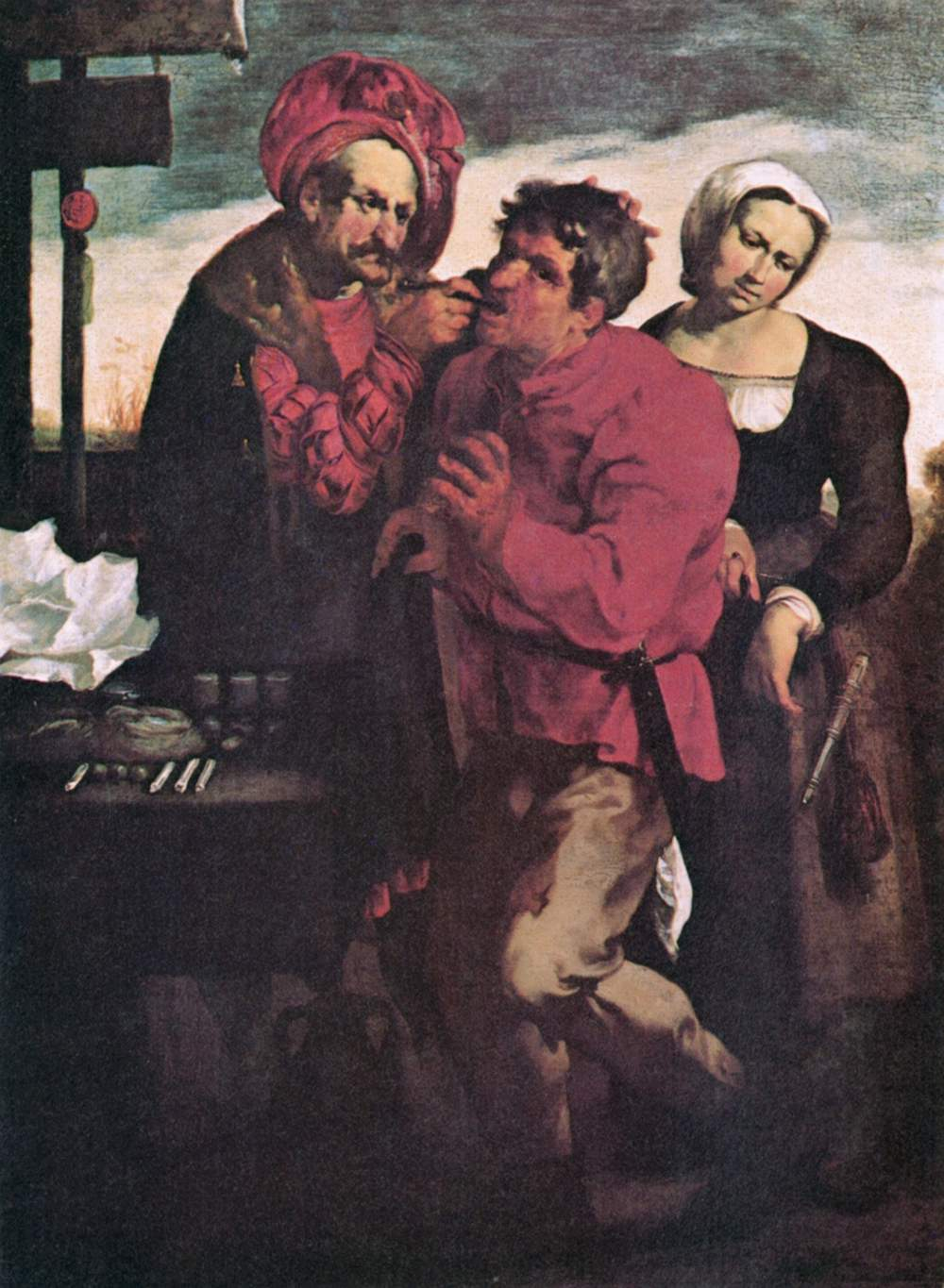
Il cavadenti di Johann Liss (1616-1617)

Uno studio del 2017 suggerisce che già ai tempi degli uomini di Neanderthal (circa 130.000 anni fa) erano in uso i primi strumenti odontoiatrici rudimentali.
L'incidenza della carie dentaria nelle civiltà pre-agricole era ancora molto bassa, solo 10.000 anni fa, infatti, con la diffusione dell'agricoltura, si assistette a un aumento significativo del numero di individui colpiti da questa malattia.
Ciò nonostante studi sui reperti archologici, sembrano dimostrare l'esistenza di cure dentarie già in epoca preistorica; si ipotizza infatti che il cacciatore della Val Rosna, uno uomo vissuto 12.000 anni fa, sia stato sottoposto a una cura dentale, a causa di una carie. Il ''trattamento'' avvenne attraverso l'uso di un bastoncino d'osso con una punta microlitica in selce, che permise la cura e la pulizia del foro; questo si allargò e si ipotizza che per la sua chiusura sia stata utilizzata cera d’api o propoli.
Anche altri studi sulla civiltà della valle dell'Indo hanno fornito evidenze di trattamenti odontoiatrici praticati nel 7000 a.C.. In particolare, reperti appartenenti al sito neolitico Mehrgarh fanno pensare che tali trattamenti primordiali venissero praticati da esperti artigiani di perle e gioielli, e che includessero l'utilizzo di trapani ad archetto per curare i denti. 
Un'antichissima otturazione dentale, in cera d'api, fu scoperta in Slovenia e risale a 6.500 anni fa. Un antico testo sumero, invece, individua un verme dei denti quale causa della carie dentaria.
Evidenze di questa convinzione sono state riscontrate anche nelle culture dei popoli dell'antica India, Egitto, Giappone e Cina, tanto che, fino al XIV secolo d.C., il chirurgo Guy de Chauliac promuoveva ancora la convinzione che i vermi fossero la causa della carie. Rimedi per il mal di denti, infezioni e mobilità dentale sono diffuse in tutto il Papiro Ebers, il Papiro Kahun, il Papiro Brugsch e il Papiro Hearst, risalenti all'antico Egitto. Il Papiro Edwin Smith, scritto nel XVII secolo a.C., che riflette in parte i precedenti manoscritti risalenti al 3000 a.C., illustra il trattamento delle lussazioni mandibolari e delle fratture delle ossa mascellari. Nel XVIII secolo a.C., il Codice di Hammurabi fa riferimento due volte all'estrazione dentaria, all'epoca concepita come punizione. L'analisi dei resti di alcuni antichi egizi e greco-romani rivela i primi abbozzi di protesi dentarie. Tuttavia, è plausibile che le protesi venissero realizzate solo dopo la morte dell'individuo, per ragioni puramente estetiche. Ippocrate e Aristotele scrissero di odontoiatria, descrivendo la sequenza di eruzione dei denti, trattando i denti cariati e le malattie parodontali, estraendo i denti con l'uso di pinze e ricorrendo a fili per stabilizzare i denti mobili e le ossa fratturate. Nell'antico Egitto, il medico Hesyra venne considerato ufficialmente il primo dentista. 
Lo scrittore e medico romano Aulo Cornelio Celso trattò, nel suo famoso compendio "De Medicina", di malattie orali e rimedi odontoiatrici, come emollienti e astringenti contenenti narcotici. Gli amalgami dentali furono invece menzionati per la prima volta in un testo di medicina della dinastia Tang, scritto dal medico cinese Su Kung nel 659, e vennero scoperti in Germania nel 1528. Nel Medioevo e per tutto il XIX secolo, l'odontoiatria non era una professione a sé. Spesso i trattamenti venivano attuati da barbieri e monaci. I barbieri, in Cina e in Francia, vennero suddivisi in due gruppi distinti: la Corporazione dei Barbieri e i barbieri semplici, al fine di separare i barbieri-chirurghi, più istruiti e qualificati, addestrati per fronteggiare interventi complessi, dagli altri barbieri, che si occupavano dei servizi igienici di routine, come la rasatura, l'estrazione dei denti ed il drenaggio di ascessi.

### Età moderna
Tuttavia nel XV secolo, la Francia proibì ufficialmente ai barbieri di praticare la chirurgia. In Germania e in Francia, in un periodo che va dal 1530 al 1575, vennero realizzate le prime pubblicazioni interamente dedicate all'odontoiatria. Ambroise Paré, spesso ricordato come il padre della chirurgia, fu tra i primi a pubblicare trattati sul corretto trattamento chirurgico delle patologie dei denti. Paré era un barbiere-chirurgo francese, e fu chirurgo regale al cospetto di diversi monarchi dell'epoca. Nel XIV secolo, Guy de Chauliac inventò il pellicano dentale, simile al becco di un pellicano, usato per eseguire estrazioni dentali. Il pellicano fu poi sostituito dalla chiave dentale che, a sua volta, venne sostituita dalle moderne pinze nel XX secolo. Il primo libro in assoluto dedicato esclusivamente all'odontoiatria fu l'Artzney Buchlein nel 1530, mentre il primo testo scritto in inglese fu chiamato Operator for the Teeth, ad opera di Charles Allen nel 1685. L'odontoiatria moderna cominciò a svilupparsi solo tra il 1650 e il 1800. La paternità di essa viene infatti attribuita al chirurgo francese Pierre Fauchard. Nonostante i limiti dello strumentario chirurgico tra la fine del XVII e l'inizio del XVIII secolo, Fauchard riuscì, con molta abilità e inventiva, a realizzare particolari strumenti odontoiatrici, modificando spesso strumenti da orologiai, gioiellieri e persino barbieri, utilizzandoli con successo nelle sue terapie. Introdusse inoltre le otturazioni come trattamento conservativo per le carie dentali, ed affermò che gli acidi derivati dal glucosio, come l'acido tartarico, erano responsabili delle lesioni cariose. Fauchard fu anche il pioniere della protesi dentaria e ideò diversi metodi per rimpiazzare i denti mancanti. Suggerì che gli elementi sostitutivi potevano essere realizzati a partire da blocchi intagliati di avorio o di osso. Introdusse anche gli apparecchi ortodontici, inizialmente realizzati in oro, scoprì che la posizione dei denti poteva essere corretta facendo assumere alle arcate dentarie la forma del filo metallico. Di solito venivano utilizzati lacci cerati in seta per fissare gli attacchi. Il suo contributo al mondo delle scienze odontostomatologiche consiste principalmente nella pubblicazione, nel 1728, del suo Le Chirurgien Dentiste. Il testo, in francese, comprendeva argomenti quali l'anatomia e le funzioni orali di base, la realizzazione di protesi e varie tecniche operative e restaurative, conferendo all'odontoiatria una precisa identità all'interno della chirurgia. Dopo Fauchard, lo studio dell'odontoiatria crebbe rapidamente. Due libri importanti, Natural History of Human Teeth (1771) e Practical Treatise on the Diseases of the Teeth (1778), furono pubblicati dal chirurgo britannico John Hunter. Egli ipotizzò per primo la possibilità di trapiantare denti da una persona ad un'altra. Si rese conto che le probabilità di un trapianto dentale sarebbero aumentate se il dente del donatore fosse stato il più fresco possibile e le sue dimensioni idonee al sito ricevente. Sebbene i denti non si legassero mai correttamente con il parodonto dei riceventi, uno dei pazienti di Hunter dichiarò che tre dei denti trapiantati avevano avuto una durata di sei anni. Claude Mouton descrisse nel 1746 la realizzazione di una corona con perno in oro da agganciare alla radice di un dente. Egli inoltre raccomandò di ricoprire l'oro con uno smalto per una migliore resa estetica. Nel 1764 James Rae tenne le prime lezioni sui denti al Royal College of Surgeon di Edimburgo. William Addis, nel 1780, realizzò il primo spazzolino da denti moderno. Nel 1790 John Greenwood, dentista di George Washington, creò il primo motore dentale a pedali, per alimentare la rotazione di un trapano. Nello stesso anno, Josiah Flagg, un dentista americano, costruì la prima poltrona specifica per i pazienti odontoiatrici.

### Età contemporanea
Ad una sedia di legno tipo Windsor, Flagg unì un poggiatesta regolabile ed un braccio accessorio con ripiano per poggiare gli strumenti. Samuel Stockton avviò nel 1825 la costruzione e la commercializzazione dei denti in porcellana. La sua S.S. White Dental Manufacturing Company dominò il mercato dentale per tutto il diciannovesimo secolo. James Snell progettò nel 1831 la prima poltrona odontoiatrica reclinabile. Nel 1839 nacque l'American Journal of Dental Science, la prima rivista scientifica odontostomatologica al mondo. Charles Goodyear ideò nel 1839 il processo di vulcanizzazione per l'indurimento della gomma, con l'ottenimento della vulcanite, materiale eccellente per le protesi rimovibili. Nel 1843 venne pubblicato il primo numero del British Dental Journal. Nel 1844 Horace Wells, un dentista del Connecticut, scoprì che l'ossido nitrico poteva essere utilizzato come anestetico per eseguire una serie di estrazioni dentali nel suo studio privato. Seguì una pubblica dimostrazione dell'uso dell'anestetico nel 1845, poi considerata un fallimento, in quanto il paziente gridò durante l'operazione. Nel 1846 un altro dentista (ed uno studente del Galles), William Green Morton, diedero una dimostrazione pubblica dell'uso dell'etere dietilico come anestetico in chirurgia, sostituito poi dalla cocaina nel 1884, e dalla procaina nel 1901, per arrivare infine ai moderni anestetici locali. Nel 1855 e nel 1864 rispettivamente, vennero concepiti i primi restauri in oro e la diga di gomma, per isolare gli elementi dentari dal resto della cavità orale. Nel 1890 Willoughby D. Miller, un dentista americano, descrisse la basi microbiologiche della carie dentale nel suo libro intitolato Micro-Organisms of the Human Mouth. Ciò generò un interesse notevole per l'igiene orale e avviò un movimento su scala mondiale volto a promuovere l'utilizzo dello spazzolino e del filo interdentale nell'igiene orale quotidiana. Nel 1895 Wilhelm Conrad Röntgen, uno scienziato tedesco, scoprì i raggi X e, l'anno successivo, Charles Edmund Kells, dentista di New Orleans, effettuò la prima radiografia dentale su una persona vivente. Nello stesso anno, Greene Vardiman Black formulò i principi della preparazione della cavità ai fini dell'otturazione, pubblicando nel 1908 la sua famosa opera in due volumi: Operative Dentistry. Nel 1899 Edward Angle classificò le varie forme di malocclusione e fondò la prima scuola di ortodonzia al mondo a Saint Louis. Nel 1913 Alfred C. Fones istituì la Fones Clinic For Dental Hygienists nel Connecticut, la prima scuola per igienisti dentali. La maggior parte delle 27 donne diplomate furono impiegate per la pulizia dei denti dei bambini nelle scuole. Ciò provocò una notevole riduzione delle carie dentali nei bambini e diede un ulteriore impeto al movimento degli igienisti dentali. Durante la prima guerra mondiale dentisti come Charles Auguste Valadier  e Varaztad Kazanijan si prodigarono sul fronte occidentale per la cura delle ferite da arma da fuoco del volto e delle mascelle, creando le basi per la traumatologia oro-maxillo-facciale moderna e lo sviluppo della chirurgia plastica ricostruttiva del viso.  Alvin Strock inserì nel 1937 il primo impianto dentale a vite in Vitallium, lega metallica sviluppata anni prima da Charles Venable, un chirurgo ortopedico. Il primo dentifricio al fluoro venne messo in commercio negli anni '50. Nel decennio successivo vennero sviluppati i primi protocolli chirurgici a prevedere l'uso del laser sui tessuti molli. Nello stesso periodo venne messo in commercio il primo spazzolino elettrico, sviluppato in Svizzera dopo la seconda guerra mondiale. Il modello ricaricabile senza fili venne introdotto nel 1961. Rafael Bowen sviluppò nel 1962 il Bis-GMA (bis-feno-glicidil-metil-metacrilato), un monomero resinoso alla base degli attuali materiali estetici da otturazione: i compositi. Negli anni '80 il medico svedese Per-Ingvar Brånemark presentò alla comunità scientifica i risultati di 20 anni di ricerca sperimentale e clinica sull'osteointegrazione di impianti in titanio nella mandibola, gettando le basi dell'implantologia moderna. Nel 1989 venne commercializzato il primo prodotto per lo sbiancamento dentale domiciliare. Nel 1997 la FDA approvò l'utilizzo clinico del laser Er:YAG, il primo laser utilizzabile nel trattamento della carie dentale.

## Nel mondo
Nei paesi anglosassoni il dentista è definito dental doctor e, a livello orale, esegue l'anamnesi, diagnostica disturbi o malattie; propone ed esegue interventi e cure terapeutiche e prescrive i farmaci necessari. Alcuni interventi di chirurgia orale possono essere solo di pertinenza dell'odontoiatra o del chirurgo maxillo-facciale.
Per esercitare la professione è necessario completare un ciclo di studi specifico, dalla durata variabile a seconda della legge vigente nei diversi Stati del mondo. In alcune nazioni è obbligatorio, inoltre, superare un esame di Stato per ottenere l'abilitazione all'esercizio della professione. Un dentista può svolgere la propria attività all'interno del sistema sanitario nazionale, in ambito privato, oppure come ufficiale nelle forze armate.

### Italia
Il DPR 28 febbraio del 1980, n. 135 istituì un apposito corso di laurea in odontoiatria in ottemperanza alle direttive dell’Unione Europea 78/686 e 78/687 del 25 luglio 1978. La LEGGE 24 luglio 1985, n. 409 istituì, quindi, la professione sanitaria di odontoiatra che viene esercitata da coloro che sono in possesso del diploma di laurea in odontoiatria e protesi dentaria e della relativa abilitazione all'esercizio professionale.
Per coloro, invece, in possesso del diploma di laurea in Medicina e Chirurgia conseguito prima dell'entrata in vigore di tale norma, l'esercizio della libera professione di odontoiatra è subordinato al possesso del diploma di specializzazione in Odontostomatologia.
L'adeguamento normativo dell’Italia agli altri Stati membri dell'Unione europea, nel 1985, creò quindi la nuova figura professionale, del medico-odontoiatra, separata e distinta da quella del medico-chirurgo odontostomatologo. Quest'ultima figura professionale è in esaurimento.
Dall'anno accademico 2009-2010 è stato istituito un corso di laurea in Odontoiatria e Protesi dentaria, con Ordinamento ex DM 270/04, della durata di 6 anni e con un numero complessivo di 360 CFU.